# Trường Trung học phổ thông Lê Quý Đôn, Thái Bình
Trường Trung học phổ thông Lê Quý Đôn là một trường trung học phổ thông công lập ở thành phố Thái Bình - tỉnh Thái Bình, thành lập năm 1957.

## Lịch sử
Trường Cấp 3 Thái Bình được thành lập năm 1957. Đến năm 1977, trường được UBND tỉnh Thái Bình đổi tên thành Trường THPT Lê Quý Đôn.
Nhà trường được Đảng, Nhà nước, Chính phủ, các ban ngành, đoàn thể, các Đ/C lãnh đạo cấp cao của TW, địa phương và nhân dân quan tâm - đến thăm:
+ Năm 1998 Đại tướng Võ Nguyên Giáp đến thăm, động viên và giao nhiệm vụ cho Nhà trường.
+ Năm 2007 Phó Chủ tịch nước Nguyễn Thị Doan đến thăm.
+ Nhà trường cũng đã được các đoàn lãnh đạo của Trung ương, Bộ Giáo dục và Đào tạo, Lãnh đạo Tỉnh ủy, UBND Tỉnh Thái Bình và Sở giáo dục và đào tạo tỉnh Thái Bình về thăm và chỉ đạo nhà trường.

## Thành tích
- 2007: Huân chương Độc lập hạng Ba[2][3]
- Huân chương Lao động hạng Nhất
- Huân chương Lao động hạng Nhì
- Huân chương Lao động hạng Ba

## Sai phạm

### Sai phạm trong công tác quản lý
- Ngày 10/10/2016, Thanh tra Sở GD&ĐT tỉnh Thái Bình kết luận nhiều sai phạm trong lĩnh vực quản lý giáo dục của BGH Trường THPT Lê Quý Đôn.[4][5]
- Ngày 1/4/2016, Trường tổ chức cho 631 học sinh khối 11 thi tốt nghiệp nghề phổ thông điện dân dụng và tin học văn phòng. Theo quy chế thi TNPT quốc gia, cán bộ chấm thi phải là người đang trực tiếp giảng dạy đúng môn được phân công chấm. Nhưng Trường THPT Lê Quý Đôn đã cho 3 giáo viên dạy thể dục, sinh học tham gia chấm thi chấm thực hành nghề điện dân dụng và tin học văn phòng. Việc chấm thi lý thuyết tại kỳ thi này bị cho là trái với quy chế vì không thành lập tổ chấm kiểm tra.[6]
- Ngày 9/8/ 2016, Sở GD&ĐT tỉnh Thái Bình đưa ra bản kết luận số 481/KL-SGDĐT giải quyết đơn của ông Trần Đức Hinh - Chủ tịch Công đoàn trường Lê Quý Đôn, tố cáo về những sai phạm của Ban lãnh đạo Hội đồng thi nghề Phổ thông cùng với việc tự ý cho cắt xén chương trình môn tự chọn, cắt xén chương trình môn công nghệ khối 11, sai phạm trong công tác bổ nhiệm kế toán; tự ý tổ chức thi khảo sát lớp chọn cho 2 khối 10 và khối 11.[7]
- Đầu năm 2012, Thanh tra Sở GDĐT tỉnh Thái Bình đã kết luận khẳng định công tác tài chính của Trường THPT Lê Quý Đôn có nhiều sai phạm (vi phạm các điều 6, 14, 20, Luật kế toán). Tuy nhiên, sau kết luận thanh tra, Sở GDĐT tỉnh Thái Bình không xử lý cán bộ vi phạm có liên quan, để tiếp tục xảy ra sai phạm.[8]
- ngày 25/11/2015, Sở Tài chính Thái Bình đã có Công văn: "Đề nghị  Sở GD&ĐT sớm thực hiện lựa chọn, bố trí người làm kế toán trưởng tại Trường THPT Lê Quý Đôn theo tiêu chuẩn, điều kiện quy định của Luật Kế toán và Thông tư liên tịch của Bộ Tài chính và Bộ Nội vụ". Tuy nhiên, bà Bùi Việt Nga vẫn được bổ nhiệm ở vị trí kế toán trưởng của Trường THPT Lê Quý Đôn sau khi mắc nhiều sai phạm về việc không thực hiện đúng quy định về quản lí tài chính tại trường.[9][10]
- Năm 2015, ông Vũ Minh Thuật (Hiệu trưởng) bị tố cáokhông trực tiếp giảng dạy theo quy định nhưng vẫn nhận được nhận tiền phụ cấp, chỉ riêng trong tháng 2, ông Thuật đã nhận hưởng phụ cấp đứng lớp với số tiền là 2.148.700 đồng.[10][11]
- Năm 2015, Sau vụ việc một nam sinh trường THCS Kỳ Bá (TP Thái Bình) bị đâm thủng dạ dày bởi học sinh trường THPT Lê Quý Đôn, Ban Giám hiệu Nhà trường cố tình né tránh trách nhiệm. Thậm chí, có dấu hiệu cố tình làm giả giấy tờ, thủ tục xin bảo lưu của nam sinh gây án.[12][13]

### Sai phạm trong thu chi tài chính
- Tháng 7/2014, Thanh tra Sở GDĐT tỉnh Thái Bình thực hiện thanh tra tại Trường THPT Lê Quý Đôn về công tác thu chi tài chính. Đoàn thanh tra kết luận, Trường THPT Lê Quý Đôn thu tiền của học sinh trái quy định của UBND tỉnh Thái Bình. Trong đó, số tiền thu chi sai, để ngoài sổ sách lên tới hơn 1 tỷ đồng.[8]

### Sai phạm trong tuyển sinh, cho phép học sinh chuyển trường sai quy định
- Trong đơn thư phản ánh, phụ huynh của một học sinh Trường THPT Lê Quý Đôn cho biết vào năm học 2009-2010, ông Nguyễn Bá Nam - Hiệu trưởng, đồng ý tiếp nhận hai học sinh trường ngoài công lập chuyển đến. Cả hai học sinh này đều được chuyển vào lớp 11B2 khi đang học kỳ 2 năm học 2009-2010. Việc cho phép chuyển trường từ dân lập sang công lập là sai quy định của Bộ Giáo dục và Đào tạo.[5][14]
- Phụ huynh Trường THPT Lê Quý Đôn bức xúc về trường hợp của một học sinh lớp 11I nghỉ học 75 buổi/năm nhưng Nhà trường vẫn cho phép thi. Tuy nhiên sau đó nhà trường lại thay đổi học bạ để tạo điều kiện cho học sinh này chuyển về Trường THPT Chu Văn An (Kiến Xương, Thái Bình). Trong khi đó, theo quy định của Bộ GD-ĐT, HS nghỉ quá 45 buổi học trong năm học thì không được lên lớp.[5][14]